# João Almeida (jurista)
João Rodrigo Pinho de Almeida (São João da Madeira, São João da Madeira, 11 de setembro de 1976) é um jurista e político português. Atualmente, desempenha as funções de deputado à Assembleia da República pelo CDS-PP.

## Carreira
João Almeida é licenciado em Direito e tem frequência de Mestrado em Economia e Políticas Públicas, e é Jurista de profissão, tendo sido Consultor na PROLEGAL - Moser & Lobo d'Ávila, Sociedade de Advogados, Advogado-Estagiário na Alves Mendes, Jardim Gonçalves & Associados e Sócio-Gerente da MATEEVENTS, Lda.
Publicou a obra colectiva Os Militares, as Artes e as Letras - 25 Anos do 25 de Novembro.
Foi Deputado Municipal em São João da Madeira e Adjunto da Vereadora Maria José Nogueira Pinto, na Câmara Municipal de Lisboa, e foi eleito Deputado pelo Centro Democrático Social - Partido Popular à IX Legislatura, pelo Círculo Eleitoral de Lisboa, de 5 de Abril de 2002 a 9 de Março de 2005, à X Legislatura, pelo Círculo Eleitoral de Lisboa, de 10 de Março de 2005 a 14 de Outubro de 2009, à XI Legislatura, pelo Círculo Eleitoral do Porto, de 15 de Outubro de 2009 a 19 de Junho de 2011, à XII Legislatura, pelo Círculo Eleitoral do Porto, de 20 de Junho de 2011 a 22 de Outubro de 2015, e pelo Círculo Eleitoral de Aveiro, desde 23 de Outubro de 2015, e foi Secretário de Estado da Administração Interna nos XIX Governo Constitucional de Portugal, chefiado por Pedro Passos Coelho, no qual ingressou em 2013, tendo sido reconduzido no efémero XX Governo Constitucional de Portugal. Foi Membro das Comissões Parlamentares de Orçamento e Finanças, de Assuntos Económicos, Inovação e Energia, de Ambiente, Ordenamento do Território e Poder Local, de Educação, Ciência e Cultura, de Trabalho e Assuntos Sociais, de Ética, de Inquérito ao negócio PT/TVI, de Inquérito ao BPN, de Inquérito aos Contratos SWAP como Vice-Presidente, de Inquérito à Tragédia de Camarate, de Acompanhamento do Euro 2004 e de Inquérito à Benfica, SAD, e pertence às Comissões Parlamentares de Assuntos Europeus como Suplente, de Orçamento, Finanças e Modernização Administrativa, de Cultura, Comunicação, Juventude e Desporto, de Inquérito à Recapitalização da Caixa Geral de Depósitos e à Gestão do Banco como Coordenador do Grupo Parlamentar, e aos Grupos de Trabalho de Desporto, de Conta Base e Condições dos Contratos de Crédito (PJL's 52/XIII/1.ª - PCP, 90/XIII/1.ª - BE, 83/XIII/1.ª - BE e 92/XIII/1.ª - PCP) e de Responsabilidade Penal por Condutas Antidesportivas. Foi, ainda, Presidente da Juventude Popular, Secretário-Geral do CDS-PP, Vice-Presidente do Grupo Parlamentar do CDS-PP, e é Porta-Voz do CDS-PP e Presidente Honorário da Juventude Popular.
Foi Membro do Conselho Nacional de Educação, Representante da European Foundation for Human Rights and Family na III UN Conference on The Least Developed Countries e foi Membro da Delegação de Portugal à União Interparlamentar.
É Vogal do Conselho Directivo do IDL- Instituto Amaro da Costa.
Integrou um conjunto de 32 subscritores da Moção "Fazer diferente - Preparar Políticas Públicas" ao XXV Congresso do CDS-PP.
Foi o 49.° Presidente do Clube de Futebol "Os Belenenses" e do Conselho de Administração da "Os Belenenses", Futebol, SAD, de 2010 a 2011, e é Membro do Conselho Geral do mesmo Clube de Futebol "Os Belenenses".
Em 2020, após a saída de Assunção Cristas da liderança do CDS em consequência do mau resultado nas eleições legislativas de 2019, João Almeida candidatou-se à liderança do CDS-PP no 28.º Congresso do CDS, acabando por ser derrotado por Francisco Rodrigues dos Santos com apenas 39% dos votos contra os 46.5% de Rodrigues dos Santos.
Em 2021, candidatou-se às eleições autárquicas em São João da Madeira pela coligação PSD-CDS-IL, tendo sido derrotado pelo candidato do Partido Socialista.
Nas eleições legislativas de 2022, recusou-se a fazer parte das listas eleitorais do CDS-PP.
Em 2024, na sequência do regresso do CDS ao parlamento com a eleição de dois deputados nas legislativas em coligação com o PSD e de Nuno Melo ser nomeado Ministro da Defesa Nacional do XXIV Governo Constitucional de Portugal, João Almeida assumiu em regime de substituição o lugar de deputado do CDS pelo círculo eleitoral do Porto. Era o 22º. da Lista em lugar dificilmente elegível.

## Resultados Eleitorais

### Eleições Legislativas
| Data | Partido     | Partido                 | Circulo eleitoral | Posição      | Cl.    | Votos          | %              | +/-        | Status                                                    | Notas                                                                   |
| ---- | ----------- | ----------------------- | ----------------- | ------------ | ------ | -------------- | -------------- | ---------- | --------------------------------------------------------- | ----------------------------------------------------------------------- |
| 2002 |             | CDS-PP                  | Lisboa            | 4.º (em 48)  | 4.º    | 96 543         | 8,46 / 100,00  |            | Eleito                                                    |                                                                         |
| 2005 | 5.º (em 48) | CDS-PP                  | Lisboa            | 5.º          | 97 659 | 8,23 / 100,00  | 0,23           | Não eleito | Assumiu o mandato a 10 de março de 2005                   |                                                                         |
| 2009 | Porto       | CDS-PP                  | 2.º (em 39)       | 3.º          | 93 831 | 9,29 / 100,00  |                | Eleito     |                                                           |                                                                         |
| 2011 | Porto       | CDS-PP                  | 2.º (em 39)       | 3.º          | 99 338 | 10,00 / 100,00 | 0,71           | Eleito     | Secretário de Estado da Administração Interna (2013-2015) |                                                                         |
| 2015 |             | PàF (PPD/PSD.CDS-PP)    | Aveiro            | 4.º (em 16)  | 1.º    | 177 185        | 48,14 / 100,00 |            | Eleito                                                    | Secretário de Estado da Administração Interna (2015)                    |
| 2019 |             | CDS-PP                  | Aveiro            | 1.º (em 16)  | 4.º    | 20 045         | 5,69 / 100,00  |            | Eleito                                                    |                                                                         |
| 2024 |             | AD (PPD/PSD.CDS-PP.PPM) | Porto             | 22.º (em 40) | 1.º    | 339 096        | 30,41 / 100,00 |            | Não eleito                                                | Atua como deputado à Assembleia da República, em regime de substituição |

### NEleições Autárquicas

#### Câmara Municipal
| Data | Partido | Partido           | Concelho            | Posição    | Cl. | Votos | %              | +/- | Status | Notas    |
| ---- | ------- | ----------------- | ------------------- | ---------- | --- | ----- | -------------- | --- | ------ | -------- |
| 2021 |         | PPD/PSD.CDS-PP.IL | São João da Madeira | 1.º (em 7) | 2.º | 3 119 | 32,13 / 100,00 |     | Eleito | Vereador |

## Controvérsias
A 3 de Novembro de 2016, chamou a atenção por ter chamado "idiotas úteis" e “cozinheiros de criancinhas” aos deputados do Bloco de Esquerda, do Partido Comunista Português, do Partido Ecologista Os Verdes e do Pessoas–Animais–Natureza, que suportavam na Assembleia da República o Governo do Partido Socialista liderado por António Costa. A 10 de Janeiro 2020, num comentário feito durante um debate de candidatos á liderança do CDS-PP, disse que três dos candidatos que estavam na mesa de debate   (Francisco Rodrigues dos Santos, Abel Matos e ele mesmo) tinham sido próximos da direção cessante de Assunção Cristas, e Rodrigues dos Santos (popularmente conhecido como ‘Chicão’) recusou tal afirmação e disse que por ser então líder da JP estava na comissão politica nacional por inerência e não por qualquer apoio a Cristas. Almeida reiterou o comentário.

## Família
João Almeida é filho de Fernando Manuel Pereira dos Santos Almeida (8 de Março de 1949 - 11 de Julho de 1997) e de sua mulher Maria Margarida da Silva Pinho (7 de Abril de 1950) e irmão de Frederico Manuel Pinho de Almeida (19 de Julho de 1979). Casou com Maria Luísa Machado Botelho Pereira de Magalhães (20 de Setembro de 1979), sobrinha-trineta do 1.º Visconde de Rendufe, da qual se divorciou e da qual tem dois filhos.